# Bendis

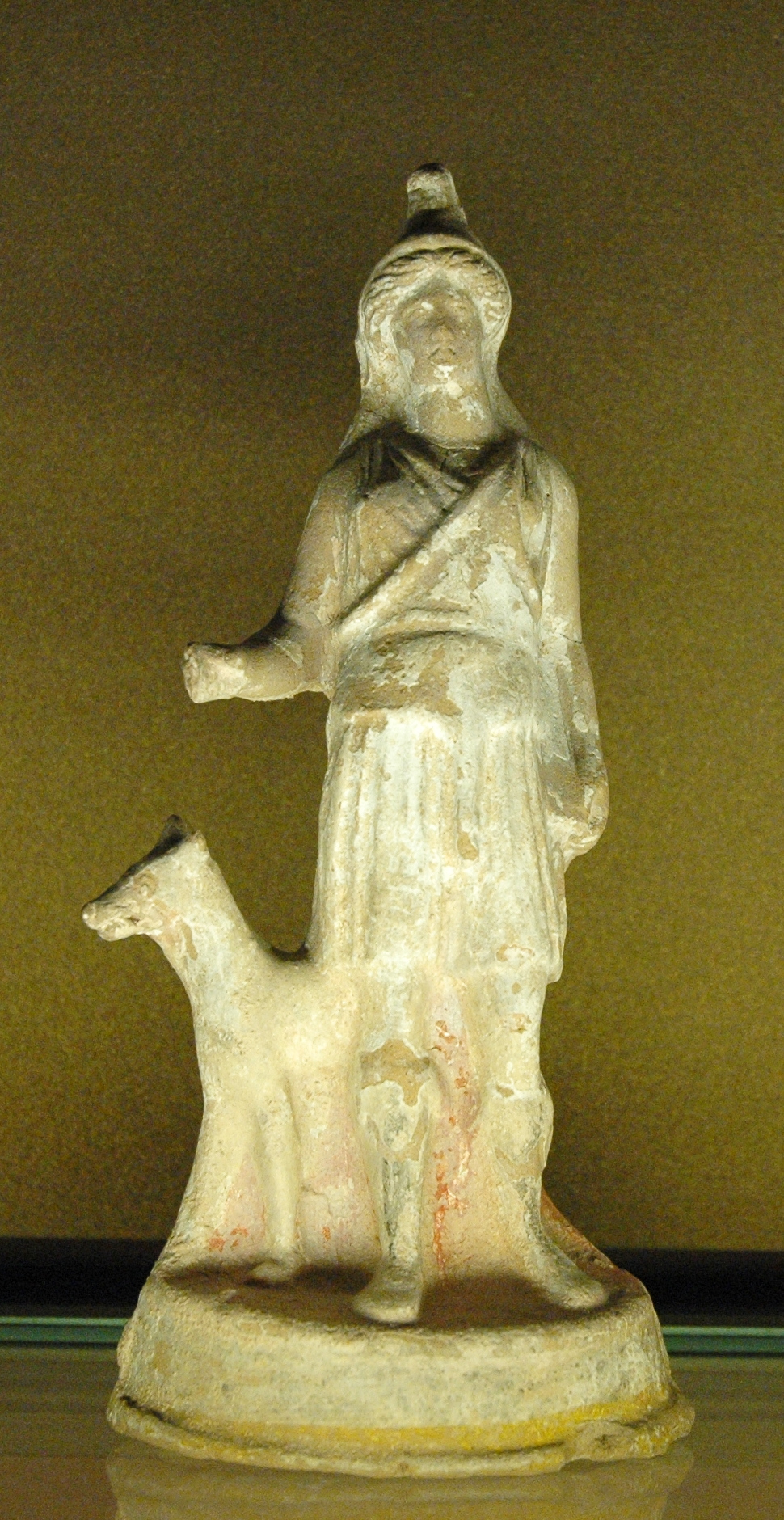
Artemis Bendis

Bendis (Béndis, Mendis) este o zeiță din mitologia dacică adorată ca zeiță a Lunii, a pădurilor, a farmecelor, a nopții și poate ca zeiță magiciană. Unele reprezentări plastice (precum bustul de bronz de la Piatra Roșie) o arată cu sâni proeminenți, ceea ce conduce la presupunerea că era o zeiță adorată în primul rând de femei de aceea este probabil să fi fost patroana dragostei și maternității.
Herodot menționează zeița Bendis ca fiind împrumutată de traci de la daci.
Zeiță a căsătoriei care veghea asupra legăturilor matrimoniale. Numele ei este derivat din indo-europeanul *bhendh-, „legătură”.
Din secolul al V-lea a. C., Bendis era obiectul unui cult statal în Atena. În ceremonii numite Bendideia aveau loc două procesiuni, una formată din atenieni, alta din tracii bogați din Pireu. Templul zeiței, Bendideion, era situat pe dealul Munychia. La începutul secolului al II-lea a. C., un templu consacrat lui Bendis sau Mendis exista pe țărmul vestic al Hebrului. Ulterior, alt templu este menționat lângă Ptolemais, în Egipt. De asemenea, cultul ei este atestat în Asia Mică, în Bithinia
Pe reliefuri și statuete mici, Bendis este reprezentată purtând veșminte trace și cu un coif ascuțit (frigian). Adesea are o suliță în mâna stângă și o cupă sacrificială în mâna dreaptă. Însă pe diverse monezi ea apare fie ținând două sulițe și un pumnal, fie purtând două torțe sau o torță și o patera.
A fost identificată cu Artemis sau cu Hecate. Cultul Dianei la soldații romani din Dacia și din sudul Dunării nu are în mod necesar vreo legătură cu Bendis.

## Zeități asemănătoare
Atenienii s-ar fi putut amesteca cultul lui Bendis cu povestile tragice ale lui Kotys, la fel de dionisiace, mentionate de Aeschylus. Cifrele fictive arhaice descoperite în Tracia sau Bulgaria sunt identificate cu Bendis. 
Vârful Bendida pe Peninsula Trinity din Antarctida este numit după zeiță.